# 金相谦
金相谦（韩语： Kim Sangkyum，1989年1月30日—），韩国男子单板滑雪运动员，童年时因患哮喘而被父母建议去练习体育，2011年冬季世界大学生运动会男子平行大回转金牌得主、2017年亚洲冬季运动会男子回转铜牌得主。